# Kamov Ka-40
Kamov Ka-40 là một loại trực thăng chống ngầm dựa trên loại Ka-27, được phát triển từ năm 1990.

## Tính năng kỹ chiến thuật
- Động cơ: 2 x 1,838 kW (2,465shp) Klimov TVA-3000 kiểu turboshaft
- Trọng lượng cất cánh thông thường: 12.500 kg (27.557 lb)
- Trọng lượng cất cánh tối đa: 14.500 kg (31.967 lb)